# Maxime Saada
Pour les articles homonymes, voir Saada.
Maxime Saada, né le 9 juin 1970 à Paris, est un administrateur de société français.
Il est président du directoire du groupe Canal+, président de Dailymotion, président de l'Olympia, président de Studiocanal et membre du conseil d'administration de Gameloft.

## Biographie

### Famille et formation
Maxime Saada est né le 9 juin 1970 à Paris de parents pharmaciens.
Il est diplômé de l'Institut d'études politiques de Paris (1992) et titulaire d’un MBA de l'École des hautes études commerciales de Paris (1994),.

### Débuts
Maxime Saada commence sa carrière en 1994 au sein de l'antenne nord-américaine de la DATAR (délégation à l’aménagement du territoire et à l’action régionale), chargée de la promotion, de la prospection et de l’accueil des investissements américains en France. Il intègre ensuite, en juin 1999, le cabinet de conseil McKinsey & Company où il conduit notamment des missions dans les domaines des télécoms et de la distribution auprès de directions générales.

### Carrière à Canal+
En mai 2004, Maxime Saada quitte le conseil pour devenir directeur de la stratégie du groupe Canal+, dont il devient par la suite membre du comité de direction et responsable des études consommateurs pour l’ensemble du groupe.
Après sa contribution au rapprochement entre les actionnaires de TPS et le Groupe Canal+, Maxime Saada est nommé directeur de Canalsat en juin 2007, puis directeur commercial du Groupe Canal+ en octobre 2009.
Il est nommé directeur général adjoint du Groupe Canal+, chargé de la distribution au début de 2011.
En novembre 2012, Maxime Saada entre au directoire de Canal+ France,.
En avril 2013, il est nommé directeur général adjoint du groupe Canal+, chargé de l'édition des chaînes payantes. À ce titre, il prend la responsabilité des chaînes Canal+ et de l'ensemble des unités de programmes (cinéma, sport, création originale, flux…). Il est également responsable des chaînes thématiques payantes du groupe Canal+ (Ciné+, Comédie+, Planète+... soit plus d'une vingtaine de chaines). Outre ses fonctions de DGA du groupe Canal+ et à la suite du départ de Cyril Linette, il assure de mars à juin 2015 l'intérim de la direction des sports jusqu’à la nomination de Thierry Thuillier.
Le 3 juillet 2015, il est nommé directeur général du groupe Canal+ par la maison mère Vivendi à la suite du départ de Rodolphe Belmer.
Le 12 janvier 2016, il est nommé président-directeur général de Dailymotion en remplacement de Cédric Tournay.
Le 29 juin 2016, il est nommé au conseil d'administration de Gameloft.
Le 19 février 2018, il est nommé président de Studiocanal. De plus, l’ensemble des acquisitions de contenus stratégiques en matière de droits sports, cinéma, séries et chaînes tierces pour le Groupe Canal plus est placé directement sous son autorité.
Le 11 avril 2018, il est nommé président du directoire de groupe Canal+.
En novembre 2023, il est nommé vice-président du Groupe Lagardère après le rachat de ce dernier par Vincent Bolloré.

### Enseignement
Maxime Saada a été par ailleurs maître de conférence associé à l'Institut d'études politiques de Paris, dans le cadre du Master Finance et Stratégie. Il a également fait partie du conseil de direction de Sciences Po de 2006 à 2013.